# Diore (Eneide)
Diore (in greco antico: Διώρης?, Dióris) è un personaggio dell'Eneide. Fratello di Amico, viene ucciso insieme a lui da Turno.

## Genealogia
Diore e Amico erano due giovani troiani appartenenti alla stirpe di Priamo. 

## Mitologia
Nel libro V Dione prende parte ai giochi funebri in onore di Anchise.
Nel libro XII Virgilio narra che Amico e Diore combattono contro i Rutuli di Turno per cercare di ottenere una nuova terra in cui vivere essendo Troia stata distrutta ad opera degli achei dopo un assedio durato dieci anni. Essi affrontano Turno sul loro cocchio ma questi li uccide entrambi, colpendo Amico con la lancia e Diore con la spada. 
 
Non contento, il re rutulo recide ad ambedue le teste per appenderle al carro nemico e consegna la raccapricciante scena in mostra ai compagni dei due caduti in senso di disprezzo totale. 

## Similitudini
La sorte di Amico e Diore ricorda quella di Ilioneo nell'Iliade.

### Fonti
- Omero, Iliade, libro II, verso 622; libro IV, versi 517-526.
- Virgilio, Eneide, libro V, versi 296-297; libro XII, verso 509.

### Traduzione delle fonti
- Rosa Calzecchi Onesti, Omero. Iliade, seconda edizione, Torino, Einaudi, 1990, ISBN 978-88-06-17694-5. Traduzione di Rosa Calzecchi Onesti.
- Rosa Calzecchi Onesti, Eneide, Testo a fronte, Torino, Einaudi, 1989, ISBN 88-06-11613-4.

### Moderna
- Pierre Grimal, Dizionario di mitologia, Parigi, Garzanti, 2005, ISBN 88-11-50482-1.
- Angela Cerinotti, Miti dell'antica Grecia e di Roma Antica, Verona, Demetra, 1998, ISBN 978-88-440-0721-8.